# オフショア (サーフィン用語)
オフショアとは、岸から沖に向かって吹く陸風のことを指すサーフィン用語である。オフショアが吹くと波はなかなか崩れなくなり、面もきれいになるため、適度に弱いオフショアが吹いているのが最高のコンディションとなる。
| スタブアイコン | サブスタブ | この項目は、まだ閲覧者の調べものの参照としては役立たない、スポーツに関連した書きかけの項目です。この項目を加筆・訂正などしてくださる協力者を求めています（P:スポーツ/PJ:スポーツ）。 |